# Akkerwinde-uil
De akkerwinde-uil (Tyta luctuosa) is een vlinder uit de familie uilen (Noctuidae). De voorvleugellengte bedraagt tussen de 12 en 13 millimeter. De soort komt voor in Midden- en Zuid-Europa. Hij overwintert als pop.

## Taxonomie
De wetenschappelijke naam van de soort werd, als Noctua luctuosa, in 1775 door Michael Denis en Ignaz Schiffermüller gepubliceerd. De akkerwinde-uil is de enige vlinder in het geslacht Tyta. Voorheen werd dit weer als enige geslacht in de tribus Tytini (zelfs weleens als een onderfamilie Tytinae beschouwd) geplaatst. De Tytini maakten deel uit van de onderfamilie Catocalinae. Bij de herschikkingen in de Noctuoidea van 2005 en 2006 (zie de superfamilie) zijn de Catocalinae ingedeeld bij de spinneruilen (Erebidae). De akkerwinde-uil wordt nu echter geplaatst in de Metoponiinae, een onderfamilie van de Noctuidae.

## Waardplanten
De akkerwinde-uil heeft akkerwinde als waardplant.

## Voorkomen in Nederland en België
De akkerwinde-uil is in Nederland slechts tweemaal waargenomen, voor 1980. In België is het een zeer zeldzame soort, die hier en daar in het zuiden van het land wordt gezien. De vlinder heeft jaarlijks twee generaties die vliegen van begin mei tot halverwege september.